# Clubiona parallela
Clubiona parallela is een spinnensoort uit de familie struikzakspinnen (Clubionidae). De soort komt voor in China.